# Bruno Spinelli
Bruno Spinelli (* 6. April 1997) ist ein brasilianischer Leichtathlet, der sich auf den Stabhochsprung spezialisiert hat.

## Sportliche Laufbahn
Erste internationale Erfahrungen sammelte Bruno Spinelli im Jahr 2014, als er bei den Olympischen Jugendspielen in Nanjing mit übersprungenen 4,85 m den sechsten Platz belegte und anschließend mit 5,00 m die Goldmedaille bei den Jugendsüdamerikameisterschaften in Cali gewann. Im Jahr darauf gewann er bei den Juniorensüdamerikameisterschaften in Cuenca mit 5,00 m die Silbermedaille und belegte dann bei den Panamerikanischen Juniorenmeisterschaften in Edmonton mit 5,10 m den fünften Platz. 2016 gewann er bei den U23-Südamerikameisterschaften in Lima mit 5,00 m die Silbermedaille hinter dem Ecuadorianer José Pacho und im Jahr darauf nahm er an der Sommer-Universiade in Taipeh teil und klassierte sich dort mit 5,20 m auf dem achten Platz. 2018 siegte er dann mit 5,20 m bei den U23-Südamerikameisterschaften in Cuenca und 2021 wurde er bei den Südamerikameisterschaften in Guayaquil mit 5,20 m Vierter.

## Persönliche Bestleistungen
- Stabhochsprung: 5,43 m, 4. Juli 2019 in Pamplona
  - Stabhochsprung (Halle): 5,34 m, 29. Februar 2020 in Pombal